# Волошина, Ольга Демидовна
Ольга Демидовна Волошина (1908—1968) — звеньевая колхоза «Ударник второй пятилетки» Чкаловского района Чкаловской области, Герой Социалистического Труда (1948).

## Биография
Родилась в 1908 году в Днепропетровской области Украины в семье крестьянина.
В 1910 году семья переселилась в Оренбургскую область. Рано лишившись родителей, с 13 лет начала трудиться, одной из первых вступила в колхоз. Работала разнорабочей, затем бригадиром и звеньевой в колхозе «Ударник второй пятилетки» Оренбургского (в 1938—1957 годах — Чкаловского) района Оренбургской (в 1938—1957 годах — Чкаловской) области. Благодаря передовой агротехнике, добивалась высоких урожаев. В период Великой Отечественной войны трудилась в этом же колхозе.
В 1947 году вместе со своим звеном добилась урожая ржи по 30,81 центнера с каждого гектара.
Указом Президиума Верховного Совета СССР от 3 апреля 1948 года за получение высоких урожаев пшеницы и ржи при выполнении колхозом обязательных поставок и натуроплаты за работу МТС в 1947 году и обеспеченности семенами зерновых культур для весеннего сева 1948 года Волошиной Ольге Демидовне, получившей урожай ржи 30,81 центнера с гектара на площади 10 гектаров, присвоено звание Героя Социалистического Труда с вручением ордена Ленина и золотой медали «Серп и Молот».
Позже также жила в колхозе, где и умерла в 1968 году. Похоронена на кладбище хутора Чулошников Оренбургского района.

## Награды
- Медаль «Серп и Молот» (1948);
- Орден Ленина (1948);
- медали.